# Videoregistrazione
La videoregistrazione è la registrazione in forma elettronica di immagini in movimento accompagnate anche da audio al fine della conservazione per una successiva fruizione. Il termine è usato espressamente per le trasmissioni televisive.

## Storia
La videoregistrazione nasce come registrazione di segnali analogici su nastro magnetico, principalmente con lo scopo di poter preregistrare spettacoli televisivi e anche di poterli inviare in differita, esigenza sentita in particolare dalle emittenti americane che mandavano più volte lo stesso notiziario per servire i diversi fusi orari degli Stati Uniti. Il primo sistema sperimentale di videoregistrazione deriva da esperimenti effettuati da Peter Axon della BBC a partire dal 1949, utilizzando un sistema simile a quello dei registratori sonori a nastro magnetico, caratterizzato cioè dalla presenza di testine magnetiche fisse di incisione e lettura di un nastro magnetico che scorreva a velocità costante. Questa tecnologia, denominata VERA (acronimo di Vision Electronic Recording Apparatus), presentava il notevole svantaggio che il nastro magnetico doveva girare ad una velocità elevatissima, circa 5 m/s (cioè 18 km/h), in quanto il segnale video essendo costituito da grandi quantità di informazione elettronica, di molto superiori a quelle dell'audio, occupava una notevole porzione di nastro magnetico. Ciò determinava gravi problemi di usura del nastro, che era soggetto a frequenti rotture. Finché la videoregistrazione serviva solo agli operatori del settore, la priorità era stata la qualità d'immagine, sacrificabile nel mercato domestico a fronte di un incremento della durata della registrazione e, soprattutto, necessaria per un consistente abbattimento dei costi. Era necessario che le videocassette potessero durare almeno due ore, che fossero relativamente economiche e che la qualità del segnale restasse tutto sommato accettabile.
Nel 1956 l'azienda americana Ampex supera brillantemente questo problema introducendo le testine magnetiche rotanti che incidono sul nastro magnetico una traccia verticale, anziché lineare, segmentando l'informazione di un semiquadro televisivo su più tracce contigue. Ciò consente di ridurre drasticamente la velocità di scorrimento del nastro intorno ai 40 cm/s. Nasce così il primo videoregistratore commerciale. Lo standard si chiama Quadruplex, per la presenza di 4 testine magnetiche montate su un tamburo rotante.
Il videoregistatore Quadruplex della Ampex è un apparecchio ingombrante, pesante e costosissimo. Le sue dimensioni sono simili a quelle di una cucina (adopera infatti ancora le valvole termoioniche), e non è assolutamente adatto al solo mercato strettamente professionale delle grandi emittenti televisive dei vari Paesi (anche la RAI ne acquista un esemplare nei primi anni sessanta).
L'introduzione di questo apparecchio rappresenta tuttavia una pietra miliare nella storia della televisione poiché consente agevolmente la trasmissione di programmi registrati in precedenza, cosa che fino ad allora era possibile soltanto con apparati di Telecinema, costituiti da una telecamera che riprendeva in maniera sincrona le immagini di un proiettore cinematografico. Ora è anche possibile effettuare un montaggio rudimentale, giuntando fisicamente i nastri, anche se questo comporta diversi problemi tecnici quali il danneggiamento del nastro o l'inceppamento del videoregistratore.
In questi primi anni le trasmissioni videoregistrate si distinguono da quelle in diretta per una qualità video inferiore (le cosiddette trasmissioni in "Ampex"), ma poi la tecnologia migliora rapidamente e nei primi anni sessanta la differenza diventa gradualmente impercettibile. Oltre alla tecnica verticale, viene sperimentato l'utilizzo di tracce circolari, incise da una serie di testine montate sulla superficie di un disco invece che sul bordo di un cilindro (scansione arcuata), e infine viene trovata una soluzione ottimale, usata da quel momento in poi in tutti i formati di videoregistrazione, che consiste nella scansione elicoidale, dove il nastro viene avvolto attorno a un tamburo rotante su cui sono montate le testine video. Queste esplorano il nastro con lunghe tracce diagonali, in grado, con il progredire della tecnica, di memorizzare l'informazione di un intero semiquadro, senza quindi segmentare la registrazione. Questa tecnologia arriva al suo culmine con l'introduzione dello standard C nel 1978, che usa una sola testina rotante. Con la scansione elicoidale non è più possibile il montaggio effettuato giuntando i nastri, ma ormai il montaggio elettronico è di larga applicazione.
Sempre negli anni sessanta le valvole elettroniche vengono gradualmente sostituite dai transistor, analogamente a quanto avveniva per altri apparecchi elettronici, migliorando di molto l'affidabilità degli apparecchi e riducendo dimensioni e consumi. Per l'uso sul campo e per il mercato industriale, verso la fine degli anni settanta viene introdotto l'uso di sistemi di qualità inferiore, ma più pratici nell'uso, utilizzando nastri in più pratiche videocassette. I primi sistemi di questo tipo a diffondersi rapidamente sono il Video Cassette Recording della Philips e lo U-matic della Sony); ciò consente una certa riduzione delle dimensioni e dei costi. Applicando la tecnologia dei disk pack di derivazione informatica, vengono prodotte anche complesse apparecchiature in grado di registrare il video per pochi secondi su una serie di dischi magnetici. Queste macchine vengono usate per effettuare i primi replay in tempo reale, molti anni prima dell'avvento dell'AST, dei videoregistratori digitali e dei video server.
Migliorando il sistema U-matic, nel 1982 la Sony mette in commercio il formato Betacam, rivolto al mercato delle riprese giornalistiche: per la prima volta, la telecamera e il videoregistratore sono riuniti in un unico apparecchio, il camcorder. Questo contribuisce molto alla diffusione del formato, passando in secondo piano la sua vera rivoluzione: infatti, il Betacam è il primo esempio di registrazione del video a componenti, il che consente di aumentare molto la qualità delle copie di generazione multipla e anche di slegarsi dai problemi di montaggio dovuti al color framing. Nel 1986 viene introdotto il primo formato digitale il D1 e, l'anno successivo, con il Betacam SP, la qualità di registrazione arriva allo stesso livello dello standard C.
Nel 1972 la Philips produce uno dei primi videoregistratori per uso domestico, l'N1500; esso però non riscuote particolare successo, soprattutto per la scarsa capienza delle videocassette, che possono registrare circa mezz'ora di trasmissioni. Nel 1975 ci riprova la Sony, con il Betamax, nello standard televisivo NTSC in uso in Giappone e negli USA, e, dal 1977, anche in quello PAL, adottato nell'Europa Occidentale.
Nel 1976 la Matsushita (JVC) introduce a sua volta un nuovo sistema di videoregistrazione, il VHS (Video Home System), tecnicamente inferiore al Betamax, ma che tuttavia si diffonde rapidamente grazie alla politica commerciale perseguita dalla Matsushita, che concede liberamente la licenza del sistema a qualunque produttore lo desideri, creando così in breve tempo le condizioni per un'ampia disponibilità di modelli ed il conseguente abbattimento dei costi. A consolidarne la posizione, in questo formato vengono rapidamente rese disponibili molte opere cinematografiche, inizialmente soprattutto di genere pornografico. Il VHS rappresenta nell'industria un caso tipico di istituzione di standard de facto.
Nel 1979 anche la Philips entra in questa competizione con il sistema Video2000, la cui particolarità consiste nella possibilità di registrare le videocassette su entrambi i lati (analogamente alle musicassette), ma anch'esso viene rapidamente soppiantato dal VHS. Questi nuovi videoregistratori si diffondono abbastanza rapidamente almeno nelle famiglie più agiate, a causa del costo ancora relativamente elevato, mentre la diffusione di massa avviene gradualmente negli anni ottanta. Negli anni novanta oltre il 60% delle famiglie italiane possiede un videoregistratore.
Negli anni novanta, inoltre, il sistema VHS introduce la funzione Long Playing (LP) che, con il dimezzamento della velocità di scorrimento del nastro, permette di raddoppiare la durata delle registrazioni, al prezzo di un sensibile deterioramento della qualità d'immagine. Questa funzione è pensata per registrazioni in ambito domestico, infatti non vengono pubblicate videocassette pre-registrate con questo sistema; c'è da dire però che nonostante la durata IMMEDIATA del nastro sia superiore, la durata di VITA del nastro è molto inferiore, in quanto l'LP è uno sfruttamento "intensivo" del nastro che così si smagnetizza prima; anche per questo è un sistema tutt'oggi poco utilizzato.
Dalla fine degli anni novanta col progressivo affermarsi dei supporti DVD, il mercato delle videocassette cala gradualmente fino a estinguersi, almeno nell'ambito privato, sin dai primi anni 2000. Oggi la videoregistrazione avviene soprattutto su supporti ottici come dischi DVD o Blu-ray registrabili, anche se sta prendendo piede la registrazione tramite decoder satellitare o digitale terrestre, in cui i programmi vengono salvati su un hard disk.

## Tipologie

### Videoregistrazione analogica
I formati che registrano il video in analogico vanno suddivisi per prima cosa in base al tipo di segnale registrato: si possono considerare due sistemi fondamentali, video composito o video a componenti. Il segnale in ingresso viene processato attraverso alcune delle seguenti fasi, o tutte:
- Compensazione del livello video in ingresso: il segnale in ingresso viene amplificato per compensare la perdita di segnale dovuta alla lunghezza del cavo. L'amplificatore opera portando il livello dei sincronismi al livello standard di 300 mV, e applicando lo stesso guadagno al resto del segnale. Se il video in ingresso è a componenti, tutti e tre i segnali vengono amplificati allo stesso modo. Su macchine di qualità elevata, è presente un controllo di guadagno manuale, in caso il segnale da registrare sia particolarmente instabile.
- Suddivisione dei componenti: se necessario, un segnale composito viene separato nei suoi componenti. Alcuni sistemi processano separatamente la luminanza (ovvero la luce presente nell'immagine, l'equivalente del "bianco e nero") e la crominanza (ovvero il colore presente nell'immagine), mentre i sistemi a componenti separano anche la crominanza nelle sue componenti (ovvero i tre colori fondamentali rosso, verde e blu – RGB – oppure due segnali in combinazione con la luminanza che permettono di ricostruire il terzo colore – YPbPr). Quando possibile, la migliore qualità si ottiene collegando al videoregistratore i singoli segnali a componenti. La separazione avviene tramite filtri: tipicamente, un filtro passabasso taglia la luminanza (limitando la risoluzione però alla massima frequenza ammessa dal filtro), e un filtro passabanda separa la crominanza a 4,43 MHz (PAL) o 3,58 MHz (NTSC). I videoregistratori Betacam della categoria broadcast usano filtri ad autocorrelazione per una separazione ottimale, conservando così una buona larghezza di banda della luminanza.
- Sfasamento e conversione della sottoportante: la sottoportante colore viene convertita ad una frequenza inferiore (per esempio, 627 kHz nei sistemi U-matic, portati successivamente a 924 nella versione SP) per ridurre la banda occupata. Questa portante viene poi usata come bias della luminanza. Questo processo elimina la correlazione di fase tra la frequenza orizzontale del segnale video e la sottoportante, rendendo necessaria una ricodifica del segnale composito durante la successiva rilettura.
- Compressione dei componenti di differenza cromatica: nei sistemi che registrano il video a componenti, i segnali di differenza di colore vengono registrati insieme con diverse tecniche, tra cui il Chroma Time Division Multiplex (CTDM) usato dal Betacam che comprime i due segnali BY (differenza tra blu e luminanza) e RY (differenza tra rosso e luminanza) in senso temporale, registrandoli entrambi come metà di un singolo fotogramma.
- Modulazione di frequenza: per permettere la registrazione, il segnale video (che ha un'ampiezza superiore alle 18 ottave) modula una frequenza statica: il segnale registrabile è il risultato della modulazione. La frequenza statica del modulatore dipende dalla classe e dal tipo di videoregistratore.

Quali tecniche vengano applicate dipende dal livello qualitativo del formato di videoregistrazione: i sistemi 2 pollici Quadruplex e i vari standard da 1 pollice registrano il video composito direttamente dopo la modulazione in frequenza, tutti gli altri sistemi compositi usano la conversione della sottoportante. La suddivisione in componenti e la loro compressione vengono usati ovviamente solo dai sistemi a componenti, per i quali naturalmente la conversione della sottoportante non è necessaria.

### Videoregistrazione digitale
Anche per i videoregistratori digitali si può distinguere tra i formati che utilizzano il video composito e quelli che utilizzano il video a componenti: in pratica, però, esistono solo due formati compositi, il D2 e il D3, introdotti per motivi di riduzione dei costi e di uso piuttosto limitato. Questi due sistemi campionano un segnale composito PAL o NTSC e lo registrano senza ulteriore compressione (la stessa codifica in video composito è di per sé una forma di compressione sufficiente).
Tutti gli altri formati utilizzano il video a componenti campionato secondo un ben determinato schema di codifica. Alcune fasi del procedimento di registrazione di un segnale sono le seguenti:
- Conversione del segnale: praticamente tutti i videoregistratori digitali possono accettare in ingresso un segnale analogico, sia a componenti che (in alcune macchine come opzione) composito. In questo caso il segnale viene separato nei suoi componenti e poi campionato. A partire dal 1993, l'adozione generalizzata dell'interfaccia SDI ha permesso di trasportare in un unico cavo coassiale il video digitale a componenti, semplificando i cablaggi a migliorando la qualità. In precedenza, era piuttosto comune l'uso di interfacce digitali parallele (con connettore DB25), come sul formato D1, piuttosto limitate nella lunghezza massima dei cavi (dai 30 ai 50 cm).
- Reclocking: se il segnale in ingresso è digitale, alcuni videoregistratori eseguono un procedimento detto reclocking che permette di ricostruire parti del segnale eventualmente degradate.
- Compressione del segnale video: un segnale video digitale a componenti occupa un'enorme larghezza di banda, per cui molti sistemi implementano tecniche di compressione del segnale. Tra le tecniche più usate ci sono la compressione DCT, utilizzata per esempio dal Digital Betacam, e la compressione MPEG-2 usata dall'IMX.

## I supporti
La registrazione può avvenire su supporti removibili, quindi trasportabili e archiviabili, o su supporti non removibili. I supporti removibili possono essere il nastro magnetico, il disco ottico o la memoria a stato solido removibile. I supporti non removibili possono essere invece l'hard disk o la memoria a stato solido fissa.

## Gli standard
Di seguito sono riportati gli standard di videoregistrazione su supporti removibili che sono stati sviluppati nel tempo ordinati per anno di introduzione sul mercato: 
| Nome dello standard  | Azienda sviluppatrice | Ambito di utilizzo         | Anno | Tecnologia | Supporto removibile                               |
| -------------------- | --------------------- | -------------------------- | ---- | ---------- | ------------------------------------------------- |
| VERA                 | BBC                   | professionale              | 1952 | analogica  | nastro magnetico da ½ pollice in bobine aperte    |
| 2 pollici Quadruplex | Ampex                 | professionale              | 1956 | analogica  | nastro magnetico da 2 pollici in bobine aperte    |
| 1 pollice standard A | Ampex                 | professionale              | 1965 | analogica  | nastro magnetico da 1 pollice in bobine aperte    |
| U-matic              | Sony                  | professionale              | 1971 | analogica  | nastro magnetico da ¾ di pollice in bobine chiuse |
| VCR                  | Philips               | amatoriale                 | 1972 | analogica  | nastro magnetico da ½ pollice in bobine chiuse    |
| Betamax              | Sony                  | amatoriale                 | 1975 | analogica  | nastro magnetico da ½ pollice in bobine chiuse    |
| 1 pollice standard B | Bosch                 | professionale              | 1976 | analogica  | nastro magnetico da 1 pollice in bobine aperte    |
| 1 pollice standard C | Ampex e Sony          | professionale              | 1976 | analogica  | nastro magnetico da 1 pollice in bobine aperte    |
| VHS                  | JVC                   | amatoriale                 | 1976 | analogica  | nastro magnetico da 1/2 pollice in bobine chiuse  |
| Video2000            | Philips e Grundig     | amatoriale                 | 1979 | analogica  | nastro magnetico da ½ pollice in bobine chiuse    |
| VHS-C                | JVC                   | amatoriale                 | 1982 | analogica  | nastro magnetico da ½ pollice in bobine chiuse    |
| Betacam              | Sony                  | professionale              | 1982 | analogica  | nastro magnetico da ½ pollice in bobine chiuse    |
| M                    | Panasonic e RCA       | professionale              | 1982 | analogica  | nastro magnetico da ½ pollice in bobine chiuse    |
| Lineplex             | Bosch                 | professionale              | 1983 | analogica  | nastro magnetico da ¼ pollice in bobine chiuse    |
| 8                    | Sony                  | amatoriale                 | 1985 | analogica  | nastro magnetico da 8 mm in bobine chiuse         |
| Betacam SP           | Sony                  | professionale              | 1986 | analogica  | nastro magnetico da ½ pollice in bobine chiuse    |
| MII                  | Panasonic             | professionale              | 1986 | analogica  | nastro magnetico da ½ pollice in bobine chiuse    |
| D1                   | Sony                  | professionale              | 1986 | digitale   | nastro magnetico da ¾ di pollice in bobine chiuse |
| S-VHS                | JVC                   | amatoriale e professionale | 1987 | analogica  | nastro magnetico da ½ pollice in bobine chiuse    |
| S-VHS-C              | JVC                   | amatoriale e professionale | 1987 | analogica  | nastro magnetico da ½ pollice in bobine chiuse    |
| D2                   | Ampex                 | professionale              | 1988 | digitale   | nastro magnetico da ¾ di pollice in bobine chiuse |
| Hi8                  | Sony                  | amatoriale e professionale | 1989 | analogica  | nastro magnetico da 8 mm in bobine chiuse         |
| D3                   | NHK                   | professionale              | 1991 | digitale   | nastro magnetico da ½ pollice in bobine chiuse    |
| DCT                  | Ampex                 | professionale              | 1992 | digitale   | nastro magnetico da ¾ pollice in bobine chiuse    |
| Digital Betacam      | Sony                  | professionale              | 1993 | digitale   | nastro magnetico da ½ pollice in bobine chiuse    |
| D5                   | Panasonic             | professionale              | 1994 | digitale   | nastro magnetico da ½ pollice in bobine chiuse    |
| W-VHS                | JVC                   | amatoriale                 | 1994 | analogica  | nastro magnetico da ½ pollice in bobine chiuse    |
| DV                   |                       | amatoriale e professionale | 1995 | digitale   | nastro magnetico da ¼ pollice in bobine chiuse    |
| MiniDV               |                       | amatoriale e professionale | 1995 | digitale   | nastro magnetico da ¼ pollice in bobine chiuse    |
| DVCAM                | Sony                  | professionale              | ?    | digitale   | nastro magnetico da ¼ pollice in bobine chiuse    |
| DVCPRO               | Panasonic             | professionale              | ?    | digitale   | nastro magnetico da ¼ pollice in bobine chiuse    |
| DVCPRO50             | Panasonic             | professionale              | ?    | digitale   | nastro magnetico da ¼ pollice in bobine chiuse    |
| Betacam SX           | Sony                  | professionale              | 1996 | digitale   | nastro magnetico da ½ pollice in bobine chiuse    |
| HDCAM                | Sony                  | professionale              | 1997 | digitale   | nastro magnetico da ½ pollice in bobine chiuse    |
| DigitalS             | JVC                   | professionale              | ?    | digitale   | nastro magnetico da ½ pollice in bobine chiuse    |
| D-VHS                | JVC                   | amatoriale                 | 1998 | digitale   | nastro magnetico da ½ pollice in bobine chiuse    |
| Digital8             | Sony                  | amatoriale                 | 1999 | digitale   | nastro magnetico da 8 mm in bobine chiuse         |
| D6                   | Philips               | professionale              | 2000 | digitale   | nastro magnetico da ¾ di pollice in bobine chiuse |
| MicroMV              | Sony                  | amatoriale                 | 2001 | digitale   | nastro magnetico da ? in bobine chiuse            |
| MPEG IMX             | Sony                  | professionale              | 2001 | digitale   | nastro magnetico da ½ pollice in bobine chiuse    |
| HD D5                | Panasonic             | professionale              | ?    | digitale   | nastro magnetico da ½ pollice in bobine chiuse    |
| DVCPRO HD            | Panasonic             | professionale              | ?    | digitale   | nastro magnetico da ¼ pollice in bobine chiuse    |
| DVCPRO HD EX         | Panasonic             | professionale              | ?    | digitale   | nastro magnetico da ¼ pollice in bobine chiuse    |
| HDV                  | Sony e JVC            | amatoriale e professionale | 2003 | digitale   | nastro magnetico da ¼ pollice in bobine chiuse    |
| HDCAM SR             | Sony                  | professionale              | 2006 | digitale   | nastro magnetico da ½ pollice in bobine chiuse    |